# Salzano
Salzano ist eine italienische Gemeinde mit 12.792 Einwohnern (Stand 31. Dezember 2023) in der Metropolitanstadt Venedig, Region Venetien.
Angrenzende Gemeinden sind Martellago, Mirano, Noale und Scorzè.

## Gemeindepartnerschaften
Mit der französischen Stadt Villefontaine (Département Isère) besteht seit 2009 eine Gemeindepartnerschaft. Eine weitere Partnerschaft ist Salzano mit der argentinischen Gemeinde Mar del Plata eingegangen.